# Georg Wilhelm von Aschersleben
Georg Wilhelm von Aschersleben (* 1702; † 1775) war ein preußischer Kammerpräsident. Er leitete von 1742 bis zu seiner Entlassung 1763 die Pommersche Kriegs- und Domänenkammer. 
Er stammte aus der adligen uckermärkischen Familie von Aschersleben. Sein Vater Ernst Sigmund von Aschersleben war Erbherr auf Crussow und Polßen in der Uckermark. Georg Wilhelm von Aschersleben hatte vier Brüder, darunter Hans von Aschersleben (* 1698; † 1772), der Landrat und Vize-Landesdirektor der Uckermark wurde. 
Aschersleben besuchte das Joachimsthalsche Gymnasium in Berlin und studierte dann an der Universität Frankfurt. Er trat in den preußischen Staatsdienst ein. Zunächst arbeitete er in der Kanzlei des Generaldirektoriums. 1725 kam er zur Kurmärkischen Kriegs- und Domänenkammer, 1730 dann zur Königsberger Kriegs- und Domänenkammer, wo er 1736 Kriegs- und Domänenrat wurde. 
1740 wurde er Kammerdirektor bei der Pommerschen Kriegs- und Domänenkammer in Stettin. Als Nachfolger von Philipp Otto von Grumbkow wurde er hier 1742 zum Kammerpräsidenten befördert. Wiederholt zeigte sich König Friedrich II. mit seiner Amtsführung unzufrieden. So lehnte der König 1749 eine Bitte um eine Gehaltszulage ab; wenn Aschersleben nicht mit „seinen Fickfackereien“ aufhöre, könne er keine Verbesserungen erwarten. Im Jahre 1763 entließ König Friedrich II. Aschersleben schließlich, ebenso wie gleichzeitig den Stettiner Kammerdirektor Victor Siegmund von Miltitz. Im Jahre 1768 lehnte König Friedrich II. eine Pension für Aschersleben ab. 
Aschersleben war Gutsherr auf Klockow. Seine Ehefrau Sophie Philippine war eine geborene de Forcade, Tochter des Generalleutnants Jean Quirin de Forcade, und verwitwete de Gleveaux. Aschersleben starb 1775. Sein Gut Klockow fiel an seinen Sohn Friedrich Wilhelm Sigismund von Aschersleben († 1781), der Hauptmann in der preußischen Armee war. 